# Kugelmühle (Herrieden)
Kugelmühle ist ein Wohnplatz der Stadt Herrieden im Landkreis Ansbach (Mittelfranken, Bayern). Kugelmühle liegt in der Gemarkung Rauenzell.

## Geografie
Die ehemalige Einöde besteht heute aus fünf Wohn- und zwölf Nebengebäuden. Sie liegt am Rösgraben, einem rechten Zufluss des Schreinermühlbachs, der seinerseits ein rechter Zufluss der Altmühl ist. Im Osten grenzt der Steinbachforst an, im Westen überwiegend Ackerland. Eine Gemeindeverbindungsstraße führt nach Rauenzell (0,6 km südwestlich) bzw. zur Kreisstraße AN 55 (0,1 km westlich), die nach Rös (1,7 km nördlich) bzw. nach Rauenzell zur Staatsstraße 2249 verläuft (0,9 km südwestlich).

## Geschichte
Der Ort lag im Fraischbezirk des eichstättischen Oberamtes Wahrberg-Herrieden. Die Mahlmühle hatte das Kastenamt Herrieden als Grundherrn. Von 1797 bis 1808 unterstand der Ort dem Justiz- und Kammeramt Ansbach.
Im Rahmen des Gemeindeedikts wurde die Kugelmühle dem 1808 gebildeten Steuerdistrikt Rauenzell zugeordnet. Sie gehörte auch der wenig später gegründeten Ruralgemeinde Rauenzell an. Nach 1888 wird der Ort nicht mehr aufgelistet.
Am 1. Juli 1971 wurde Kugelmühle im Zuge des Gebietsreform in Bayern nach Herrieden eingemeindet.

## Einwohnerentwicklung
| Jahr      | 001818 | 001836 | 001840 | 001861 | 001871 | 001885 |
| Einwohner | 4      | 5      | 5      | *      | 4      | 8      |
| Häuser    | 1      | 1      | 1      |        |        | 2      |
| Quelle    | [ 5 ]  | [ 6 ]  | [ 7 ]  | [ 8 ]  | [ 9 ]  | [ 10 ] |

## Religion
Der Ort ist römisch-katholisch geprägt und bis heute nach Mariä Heimsuchung (Rauenzell) gepfarrt. Die Einwohner evangelisch-lutherischer Konfession waren ursprünglich nach Sommersdorf gepfarrt, seit Mitte des 20. Jahrhunderts ist die Pfarrei Christuskirche (Herrieden) zuständig.